# Platygobiopsis tansei
Platygobiopsis tansei é uma espécie de peixe da família Gobiidae e da ordem Perciformes.

## Morfologia
- Os machos podem atingir 4,7 cm de comprimento total.
- Número de vértebras: 26.[4]

## Habitat
É um peixe marítimo, de clima temperado e demersal que vive entre 60-136 m de profundidade.

## Distribuição geográfica
É encontrado no Japão.

## Observações
É inofensivo para os humanos.